# Videira Verdadeira

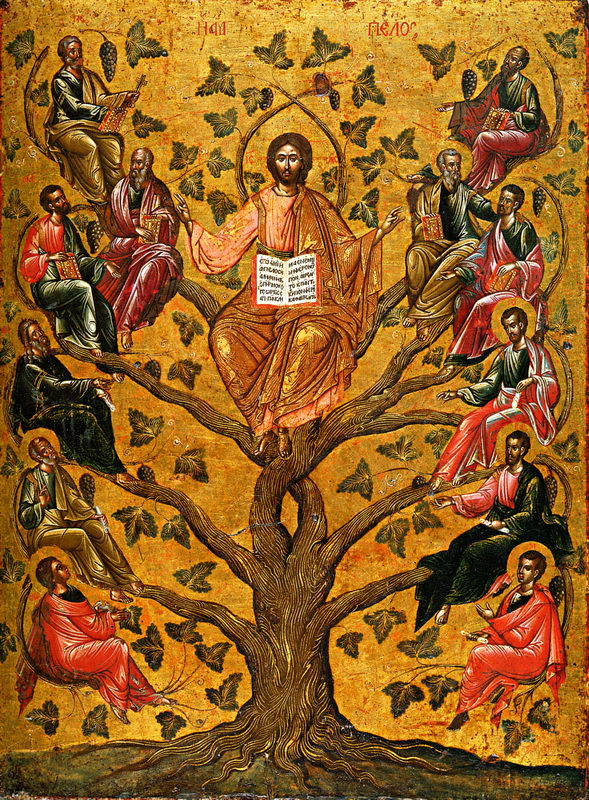
Cristo, a Videira Verdadeira, ícone grego do século XVI

A Videira Verdadeira (em grego: ἡ ἄμπελος ἡ ἀληθινή hē ampelos hē alēthinē) é uma alegoria ou parábola dada por Jesus no Novo Testamento. Encontrada em João 15:1–17, descreve os discípulos de Jesus como ramos de si mesmo, que são descritos como a "Videira Verdadeira", e Deus Pai, o "lavrador".

## Relato bíblico
Eu sou a videira verdadeira, e meu Pai é o lavrador.
Toda a vara em mim, que não dá fruto, a tira; e limpa toda aquela que dá fruto, para que dê mais fruto.
Vós já estais limpos, pela palavra que vos tenho falado.
Estai em mim, e eu em vós; como a vara de si mesma não pode dar fruto, se não estiver na videira, assim também vós, se não estiverdes em mim.
Eu sou a videira, vós as varas; quem está em mim, e eu nele, esse dá muito fruto; porque sem mim nada podeis fazer.
Se alguém não estiver em mim, será lançado fora, como a vara, e secará; e os colhem e lançam no fogo, e ardem.
Se vós estiverdes em mim, e as minhas palavras estiverem em vós, pedireis tudo o que quiserdes, e vos será feito.
Nisto é glorificado meu Pai, que deis muito fruto; e assim sereis meus discípulos.
Como o Pai me amou, também eu vos amei a vós; permanecei no meu amor.
Se guardardes os meus mandamentos, permanecereis no meu amor; do mesmo modo que eu tenho guardado os mandamentos de meu Pai, e permaneço no seu amor.
Tenho-vos dito isto, para que o meu gozo permaneça em vós, e o vosso gozo seja completo.
O meu mandamento é este: Que vos ameis uns aos outros, assim como eu vos amei.
Ninguém tem maior amor do que este, de dar alguém a sua vida pelos seus amigos.
Vós sereis meus amigos, se fizerdes o que eu vos mando.
Já vos não chamarei servos, porque o servo não sabe o que faz o seu senhor; mas tenho-vos chamado amigos, porque tudo quanto ouvi de meu Pai vos tenho feito conhecer.
Não me escolhestes vós a mim, mas eu vos escolhi a vós, e vos nomeei, para que vades e deis fruto, e o vosso fruto permaneça; a fim de que tudo quanto em meu nome pedirdes ao Pai ele vo-lo conceda.
Isto vos mando: Que vos ameis uns aos outros.
João 15:1-17